# Districte d'Estrasburg
El Districte d'Estrasburg és un dels 5 districtes amb què es divideix el departament francès del Baix Rin, a la regió del Gran Est. Té 11 cantons i 33 municipis. El cap del districte és la sotsprefectura d'Estrasburg.
Es va crear al 2015 amb la fusió dels antics districtes de Strasbourg-Ville i Strasbourg-Campagne.

## Composició

### Cantons
- Brumath (en part)
- Hœnheim
- Illkirch-Graffenstaden
- Lingolsheim
- Schiltigheim
- Estrasburg-1
- Estrasburg-2
- Estrasburg-3
- Estrasburg-4
- Estrasburg-5
- Estrasburg-6

### Municipis
Els municipis del districte d'Estrasburg, i el seu codi INSEE, son:
1. Achenheim
2. Bischheim
3. Blaesheim
4. Breuschwickersheim
5. Eckbolsheim
6. Eckwersheim
7. Entzheim
8. Eschau
9. Estrasburg
10. Fegersheim
11. Geispolsheim
12. Hangenbieten
13. Hœnheim
14. Holtzheim
15. Illkirch-Graffenstaden
16. Kolbsheim
17. Lampertheim
18. Lingolsheim
19. Lipsheim
20. Mittelhausbergen
21. Mundolsheim
22. Niederhausbergen
23. Oberhausbergen
24. Oberschaeffolsheim
25. Osthoffen
26. Ostwald
27. Plobsheim
28. Reichstett
29. Schiltigheim
30. Souffelweyersheim
31. Vendenheim
32. La Wantzenau
33. Wolfisheim